# Gavril Radomir
Gavril Radomir (in bulgaro Гаврил Радомир?), italianizzato in Gabriele Romano (X secolo – pressi del lago di Ostrovo, 1015), fu zar di Bulgaria dal 1014 fino alla sua morte.
Rimasto al potere durante un periodo particolarmente travagliato per l'Impero bulgaro, è conosciuto principalmente per le operazioni militari compiute agli ordini del suo influente padre Samuele (al potere dal 997 al 1014). Alla morte di quest'ultimo, Gavril gli subentrò come sovrano di Bulgaria, senza però dimostrare di avere lo stesso carisma. Accusato di voler scendere a patti con l'imperatore bizantino Basilio II, fu ucciso solamente un anno dopo, nel 1015, dal cugino Giovanni Ladislao, il quale ne prese il posto sul trono di Bulgaria.

## Contesto storico

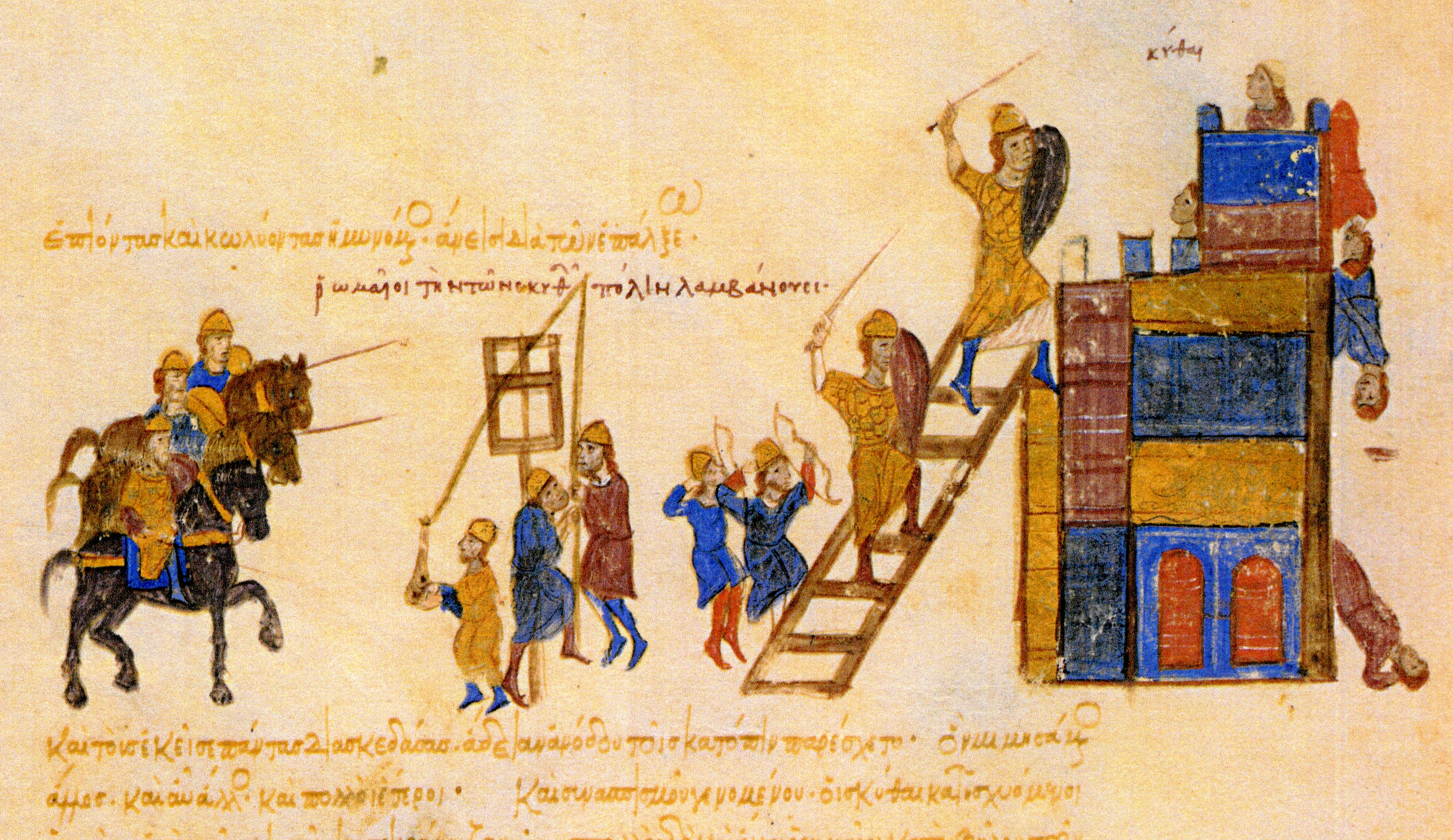
I bizantini assediano Preslav, la capitale della Bulgaria. L'attacco avvenne nell'aprile del 971

Le incessanti e vittoriose campagne condotte dall'impero bizantino avevano ridotto in maniera sensibile i confini della Bulgaria nel corso della seconda metà del X secolo. Il sovrano bizantino Giovanni I Zimisce aveva invaso senza incontrare grossa resistenza il territorio nemico sbaragliando i suoi nemici e, grazie a una brillante e celere campagna militare, conquistò la capitale bulgara di Preslav nell'aprile del 971. Boris II, sovrano della Bulgaria, fu spogliato delle sue insegne reali in una cerimonia pubblica svoltasi a Costantinopoli, mentre lui e suo fratello Romano furono fatti prigionieri. La cerimonia del 971 fu eseguita a scopo simbolico per testimoniare la dissoluzione dell'impero bulgaro; a tale evento fece seguito un provvedimento che scioglieva il patriarcato bulgaro. Malgrado ciò, i bizantini assorbirono soltanto la regione nord-orientale dell'impero bulgaro, motivo per cui la parte occidentale, in particolare, la Macedonia sfuggì al controllo di Costantinopoli, o comunque de facto preservò una propria autonomia.

### Ascesa dei Cometopuli
In Macedonia era la nobile famiglia dei Cometopuli, la quale intendeva guidare una campagna di riconquista dei territori perduti dall'impero bulgaro, a governare la regione attraverso una tetrarchia. I quattro fratelli che si erano spartiti il controllo erano Davide, Aronne, Mosè e Samuele.

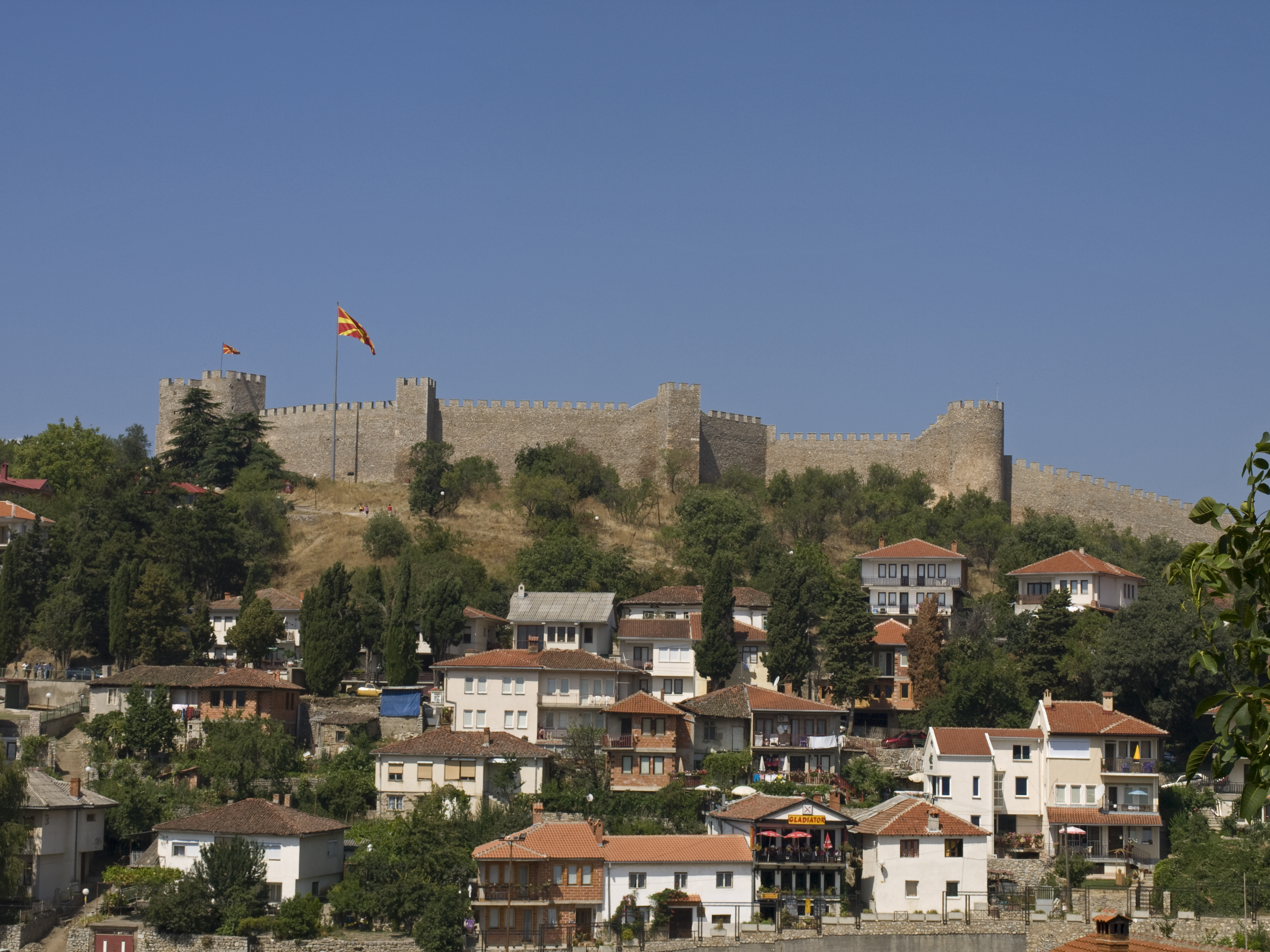
La fortezza di Samuele, padre di Gavril Radomir, sormonta la città di Ocrida, in Macedonia del Nord

Resta ignoto come esattamente esercitassero la propria autorità e si può solo presumere che, in un momento iniziale, il potere maggiore fosse riconosciuto in capo al primogenito Davide. Malgrado non si conosce alcuna fonte primaria che supporti queste ricostruzioni, gli studiosi hanno tentato di circoscrivere le rispettive aree di influenza dei quattro fratelli come segue. Davide esercitava la sua autorità sulle regioni meridionali e si preoccupava della difesa di una delle zone di confine più pericolose, la valle del fiume Vardar. Al contempo, da lì rappresentava una minaccia per la città di Tessalonica e la Tessaglia e i suoi possedimenti principali erano da Edessa (in bulgaro Voden?) e Almopia (Mŭglen). A nord-est vi era Mosè, che da Strumica (nell'odierna Macedonia) e dai dintorni poteva contare su una serie di avamposti per attaccare la Tracia occidentale bizantina e a Serres. Aronne si trovava invece a nord, a Sredets, e controllava la Macedonia nord-orientale; da lì i suoi obiettivi principali erano la fertile pianura settentrionale della Tracia e Filippopoli, possedute dai romei. A Samuele venne infine assegnata la Bulgaria nord-occidentale, sopra Serets e a ovest del fiume Iskăr, nella piana del Danubio, e il suo centro principale era la fortezza di Vidin. Da quella località egli sperava di impossessarsi di quanto l'impero bulgaro aveva perduto in precedenza a est e a nord-est. Alcuni documenti indicano che Davide giocò un ruolo importante in questo tumultuoso periodo della storia bulgara.

## Biografia

### Carriera militare

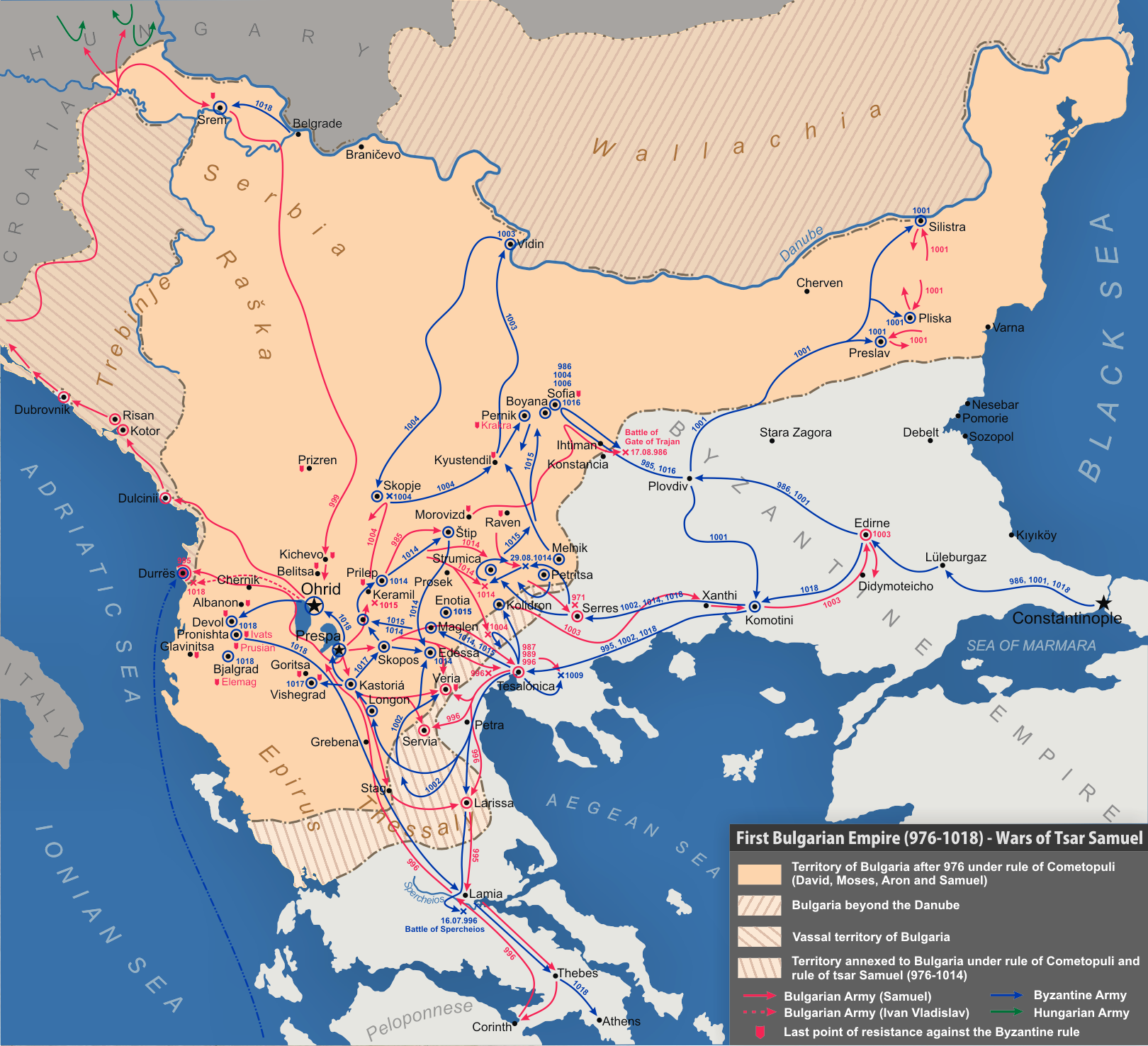
La Bulgaria intorno all'anno Mille

Gavril Radomir nacque in un momento imprecisato del X secolo da Samuele, uno dei quattro fratelli sopraccitati originari della Macedonia, e Agata di Larissa, una nobildonna ellenica. La morte prematura dei fratelli Davide e Mosè favorì l'ascesa di Samuele, in quanto egli era l'unico rimasto in vita assieme al consanguineo Aronne. Quando quest'ultimo iniziò a intraprendere dei contatti con i bizantini, Samuele ne venne a conoscenza e perse completamente la fiducia in lui. Così il 14 giugno 976, durante un agguato avvenuto nei pressi di Dupnica, nella Bulgaria interna, la famiglia di Aronne venne trucidata. Fu in quell'occasione che viene menzionato per la prima volta dalle fonti Radomir, il quale implorò umilmente pietà agli assassini e permise al giovane Giovanni Ladislao, suo cugino, di avere salva la vita. Da quel momento in poi, praticamente tutto il potere dell'impero bulgaro passò in mano a Samuele. Tuttavia, un altro filone storiografico ha ritenuto che Aronne prese parte alla battaglia delle Porte di Traiano, avvenuta dieci anni dopo. Secondo questa teoria, Aronne perse la vita nel 987 o nel 988; a prescindere dall'anno in cui si verificò l'evento, Radomir intercesse comunque in favore del cugino.
Nel tentativo di rafforzare la sua posizione, Samuele, che nel 997 era stato proclamato zar dei bulgari, combinò le nozze tra Gavril Radomir e una figlia di Géza, Gran principe degli Ungari. Tuttavia, le relazioni con l'Ungheria si inasprirono alla morte di Géza, poiché Samuele scelse di dichiarare il proprio sostegno a Koppány, un membro della dinastia regnante magiara che rivendicava per sé il potere e che si opponeva al legittimo erede Stefano. Quest'ultimo era subentrato al padre Géza in occasione della sua morte. Come conseguenza di queste tensioni, il matrimonio tra Gavril Radomir e la principessa ungherese fu sciolto. È probabile comunque che la coppia ebbe un figlio, tale Pietro Deljan, che nel 1040 e nel 1041 scatenò una rivolta auto-proclamandosi zar di Bulgaria. In seguito allo scioglimento delle nozze, Stefano attaccò una porzione della Transilvania amministrata da un nobile fedele a Samuele, Ahtum, e la Bulgaria perse influenza nella regione.
La situazione si aggravò dopo l'anno Mille, quando i bizantini riuscirono a sovvertire l'esito del conflitto, invero mai definitivamente terminato, con i bulgari. Poiché i romei sfruttavano generalmente la valle del fiume Strumica per le loro invasioni in Bulgaria, Samuele costruì delle spesse mura di legno nelle gole intorno alla città di Kljuch (chiamata anticamente Clidius, letteralmente "chiave") per bloccare l'avanzata del nemico. Quando Basilio II raggiunse la barriera difensiva, il suo esercito non riuscì a passare e subì pesanti perdite. Nel frattempo, Samuele spedì delle forze sotto il suo generale Nestorica ad attaccare Tessalonica, al fine di distogliere le forze di Basilio dalla valle dello Struma. Nestorica non fu capace di conquistare Tessalonica, la quale fu efficacemente difesa dal signore locale Teofilatto Botaniate, che in seguito si unì al corpo principale dell'esercito bizantino vicino a Klyuch. Dopo diversi infruttuosi tentativi di sfondare la fortificazione nemica, un comandante bizantino, il governatore di Filippopoli Niceforo Xifias, riuscì a scoprire un punto scoperto e, il 29 luglio, attaccò i bulgari dalle retrovie. In quella data ebbe luogo la battaglia di Kleidion, la cui risonanza è stata ampiamente esaltata dalle fonti bizantine, complice la grossa vittoria riportata sui bulgari (gli storici ipotizzano che furono fatti 14 000 o 15 000 prigionieri). Gavril Radomir partecipò alla lotta in qualità di vice-comandante e pare che mise in salvo suo padre respingendo le truppe bizantine che minacciavano il padre disarcionato. Caricatolo sul proprio cavallo, lo portò dunque lontano dal campo degli scontri.

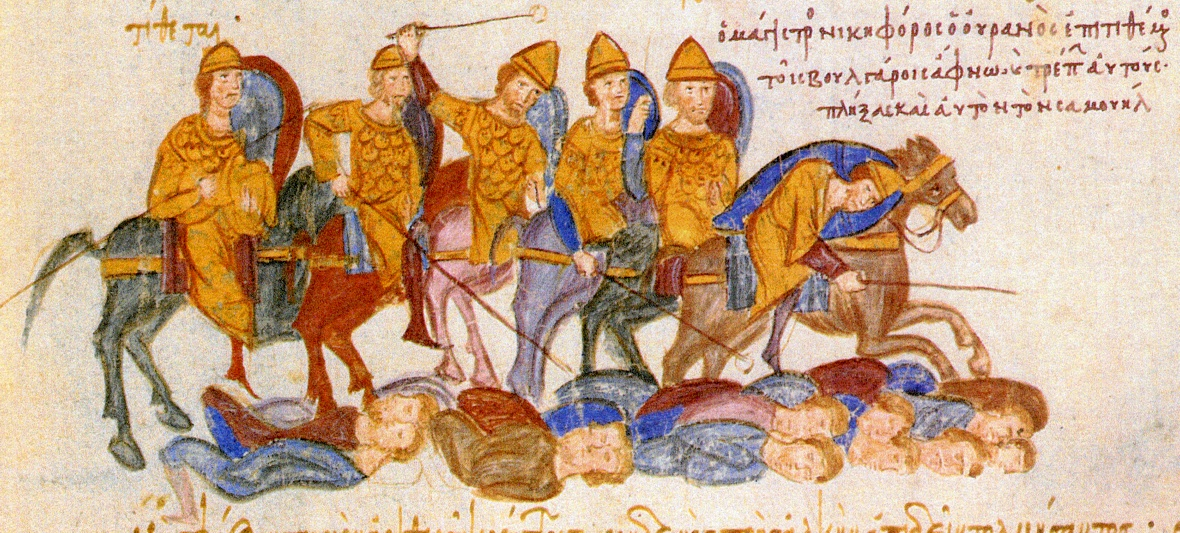
La battaglia di Kleidion del 1014 in una miniatura dello Scilitze di Madrid

Mentre Samuele si diresse a Prilep in cerca di reclute, i sopravvissuti alla battaglia di Kleidion fuggirono a Strumica, dove Gavril Radomir si riunì e assunse il comando in assenza del padre. L'imperatore bizantino Basilio II avanzò nei pressi di Strumica, ma gli fu teso un agguato da alcuni soldati bulgari in un passo di montagna, probabilmente un distaccamento militare comandato da Gavril Radomir. Pare che i bizantini persero molti uomini e anche alcuni comandanti di spicco, tanto che, secondo un resoconto di epoca successiva, Gavril Radomir trafisse con una lancia uno dei fedelissimi di Basilio II, Teofilatto Botaniate. Le fonti affermano a tal proposito che il sovrano romeo, assai addolorato per la morte di Botaniate, ordinò che i soldati nemici catturati fossero accecati e che uno ogni cento fosse lasciato con un occhio solo per riportare in patria la notizia. I soldati accecati tornarono da Samuele e, secondo alcune fonti, gli venne un attacco di cuore e svenne esanime a terra quando li vide. All'età di circa settant'anni, il sovrano bulgaro morì due giorni dopo, il 15 ottobre 1014.

### Zar di Bulgaria
Presumibilmente immediatamente dopo la morte del padre, Gavril Radomir salì al potere come zar di Bulgaria. A detta di tutti, egli «era un guerriero coraggioso, vigoroso, forte e temprato che aveva servito a lungo come principale subordinato militare del padre, fungendo da suo secondo in comando e protettore in battaglia». Malgrado l'esperienza e il talento in guerra, Gavril Radomir viene descritto da Giovanni Scilitze come «decisamente inferiore a [Samuele] in termini di saggezza e comprensione». È chiaro che in quel frangente i boiardi dovevano essere schierati o con Gavril Radomir o con suo cugino Giovanni Ladislao, l'unico discendente del fratello assassinato di Samuele, Aronne. È possibile inoltre che una fetta degli aristocratici non gradisse il trascinamento dei conflitti con Bisanzio.
Quando Basilio seppe della morte di Samuele, tentò di aggredire in più punti la Bulgaria. È ignoto come Gavril reagì all'avanzata nemica, ma si sa che Basilio inviò un messaggio forte ai bulgari, proclamando la sua supremazia sui Balcani. Il sovrano bulgaro accettò le condizioni imposte dalla controparte e, probabilmente, avanzò una proposta di pace. È verosimile che fosse stato costretto a compiere quest'azione perché alcuni boiardi avevano accettato di cambiare schieramento. Al contempo, egli necessitava di garantirsi l'appoggio di quanti più nobili possibili e, pertanto, sperava che le ostilità cessassero temporaneamente. Durante tale periodo di tregua, Gavril Radomir ottenne un sostegno sufficiente da consentirgli di attaccare i bizantini. La Cronaca del Prete di Doclea, la principale fonte relativa agli eventi e redatta da un autore slavo, afferma addirittura che egli «condusse numerose guerre contro i Greci [...] e conquistò tutte le terre fino a Costantinopoli». Malgrado le esagerazioni, è certo che nell'anno in cui rimase al potere, Gavril Radomir riconquistò qualche città perduta nella primavera del 1015.
All'inizio di aprile, Basilio provò a reagire ma fu rallentato da una rivolta degli abitanti bulgari scoppiata a Voden. Ne seguì un lungo assedio, che si risolse positivamente solo dopo che Basilio concesse agli abitanti clemenza per le loro azioni. In seguito, fu presa di mira Almopia, difesa da un boiardo di nome Ilitsa e che si arrese soltanto dopo aver esaurito ogni altra strategia di resistenza. La città di Almopia fu rasa al suolo e bruciata, mentre la vicina fortezza bulgara di Notia (situata presso il moderno confine tra la Grecia e la Macedonia del Nord) fu catturata e presidiata dai romei.

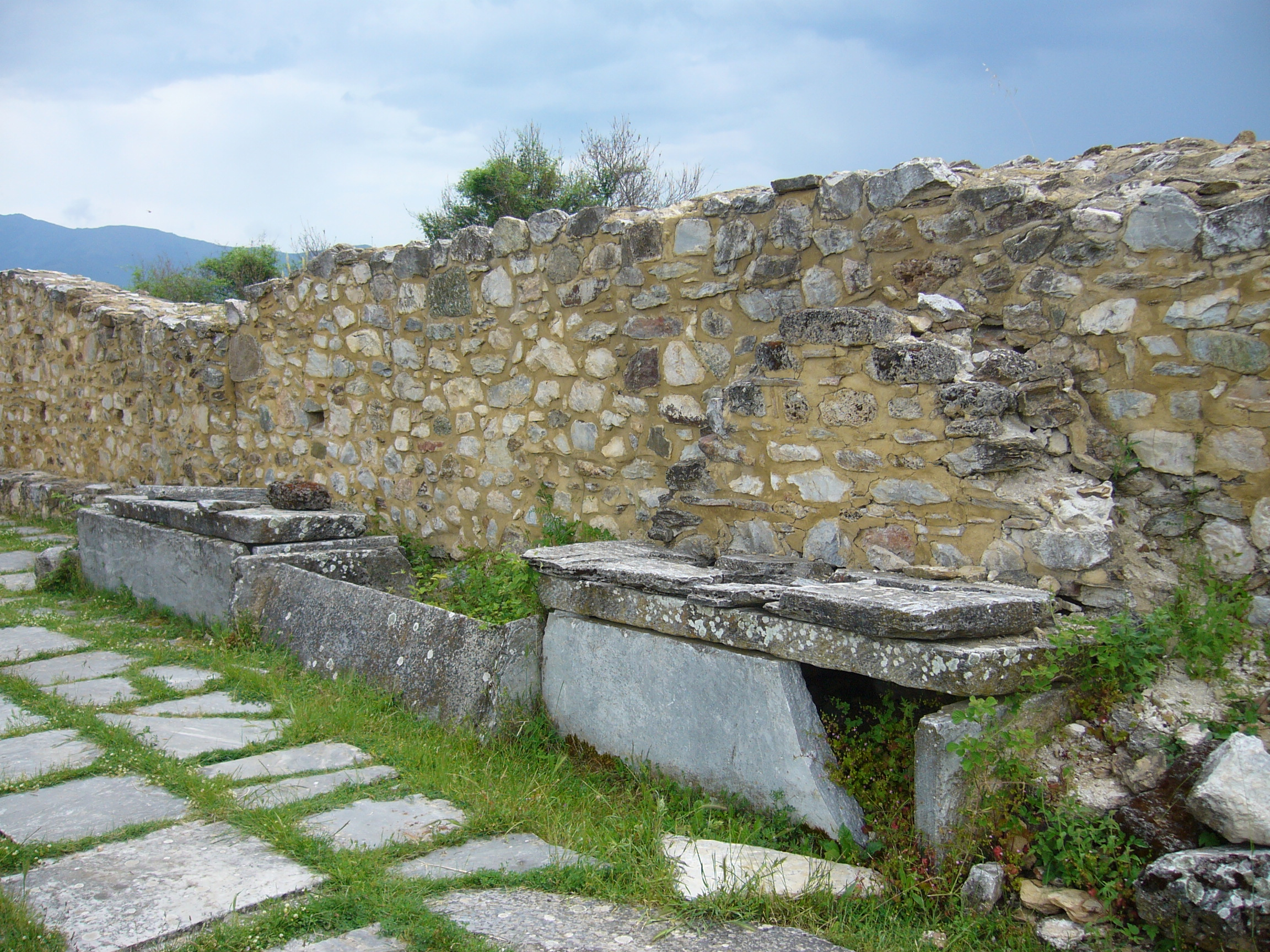
I sarcofagi degli zar bulgari Samuele, Gavril Radomir e Giovanni Ladislao a sant'Achilleo, in Grecia

Non è noto come Gavril Radomir si comportò in queste occasioni, ma di certo la sua politica non fu apprezzata da vari boiardi che preferirono prendere le parti del cugino Giovanni Ladislao. Nell'estate del 1015, Gavril Radomir fu spodestato da suo cugino e assassinato durante una battuta di caccia nei pressi del lago di Ostrovo. Si discute se in quest'omicidio abbia giocato un qualche ruolo Basilio II, come sostiene la Cronaca del Prete di Doclea, oppure se Giovanni Ladislao agì autonomamente anche per vendicare la sua famiglia sterminata decenni prima. Decisamente verosimili risultano i resoconti forniti dalle fonti bizantine, le quali narrano dell'ordine di Giovanni Ladislao di uccidere la moglie del suo precedessore e di accecare il primogenito di Gavril Radomir al fine di eliminare potenziali oppositori. Malgrado si fosse autoproclamato zar e fosse riuscito a uccidere suo cugino, secondo lo storico Dennis Hupchick, Giovanni Ladislao non godeva del sostegno della maggioranza dei boiardi quando realizzò la congiura. Ciò spiegherebbe come mai, subito dopo la morte di Gavril, Giovanni Ladislao inviò una delegazione da Basilio con l'intento di negoziare una pace e dichiararsi disponibile ad accettare la sovranità bizantina. Poiché tale risultato era in sintonia con gli obiettivi perseguiti da Basilio, si giunse rapidamente a un accordo, malgrado l'imperatore diffidò dell'atteggiamento del nuovo sovrano bulgaro in quanto in linea con quello del suo predecessore, che aveva sfruttato la pace per rafforzare la sua posizione al trono. Alla fine, la Bulgaria fu definitivamente assorbita dall'Impero bizantino nel 1018.

## Ascendenza e discendenza
|                   |                   |                   |                   |                   |                   |  |  |           |           |           |           |           |           | Nicola | Nicola | Nicola                 | Nicola                 | Nicola                 | Nicola                 |                        |                        |  |  |                        |                        | Ripsimia d'Armenia     | Ripsimia d'Armenia     | Ripsimia d'Armenia     | Ripsimia d'Armenia     | Ripsimia d'Armenia | Ripsimia d'Armenia |                  |                  |                  |                  |                  |                  |                     |                     |                     |                     |                     |                     |                |                |                |                |                |                |                |                |                |                |                |                |                                  |                                  |                                  |                                  |                                  |                                  |
|                   |                   |                   |                   |                   |                   |  |  |           |           |           |           |           |           | Nicola | Nicola | Nicola                 | Nicola                 | Nicola                 | Nicola                 |                        |                        |  |  |                        |                        | Ripsimia d'Armenia     | Ripsimia d'Armenia     | Ripsimia d'Armenia     | Ripsimia d'Armenia     | Ripsimia d'Armenia | Ripsimia d'Armenia |                  |                  |                  |                  |                  |                  |                     |                     |                     |                     |                     |                     |                |                |                |                |                |                |                |                |                |                |                |                |                                  |                                  |                                  |                                  |                                  |                                  |
|                   |                   |                   |                   |                   |                   |  |  |           |           |           |           |           |           |        |        |                        |                        |                        |                        |                        |                        |  |  |                        |                        |                        |                        |                        |                        |                    |                    |                  |                  |                  |                  |                  |                  |                     |                     |                     |                     |                     |                     |                |                |                |                |                |                |                |                |                |                |                |                |                                  |                                  |                                  |                                  |                                  |                                  |
|                   |                   |                   |                   |                   |                   |  |  |           |           |           |           |           |           |        |        |                        |                        |                        |                        |                        |                        |  |  |                        |                        |                        |                        |                        |                        |                    |                    |                  |                  |                  |                  |                  |                  |                     |                     |                     |                     |                     |                     |                |                |                |                |                |                |                |                |                |                |                |                |                                  |                                  |                                  |                                  |                                  |                                  |
| Aronne            | Aronne            | Aronne            | Aronne            | Aronne            | Aronne            |  |  | Mosé      | Mosé      | Mosé      | Mosé      | Mosé      | Mosé      |        |        | Davide                 | Davide                 | Davide                 | Davide                 | Davide                 | Davide                 |  |  | Samuele                | Samuele                | Samuele                | Samuele                | Samuele                | Samuele                |                    |                    |                  |                  |                  |                  | Agata            | Agata            | Agata               | Agata               | Agata               | Agata               |                     |                     |                |                |                |                |                |                |                |                |                |                |                |                |                                  |                                  |                                  |                                  |                                  |                                  |
| Aronne            | Aronne            | Aronne            | Aronne            | Aronne            | Aronne            |  |  | Mosé      | Mosé      | Mosé      | Mosé      | Mosé      | Mosé      |        |        | Davide                 | Davide                 | Davide                 | Davide                 | Davide                 | Davide                 |  |  | Samuele                | Samuele                | Samuele                | Samuele                | Samuele                | Samuele                |                    |                    |                  |                  |                  |                  | Agata            | Agata            | Agata               | Agata               | Agata               | Agata               |                     |                     |                |                |                |                |                |                |                |                |                |                |                |                |                                  |                                  |                                  |                                  |                                  |                                  |
|                   |                   |                   |                   |                   |                   |  |  |           |           |           |           |           |           |        |        |                        |                        |                        |                        |                        |                        |  |  |                        |                        |                        |                        |                        |                        |                    |                    |                  |                  |                  |                  |                  |                  |                     |                     |                     |                     |                     |                     |                |                |                |                |                |                |                |                |                |                |                |                |                                  |                                  |                                  |                                  |                                  |                                  |
|                   |                   |                   |                   |                   |                   |  |  |           |           |           |           |           |           |        |        |                        |                        |                        |                        |                        |                        |  |  |                        |                        |                        |                        |                        |                        |                    |                    |                  |                  |                  |                  |                  |                  |                     |                     |                     |                     |                     |                     |                |                |                |                |                |                |                |                |                |                |                |                |                                  |                                  |                                  |                                  |                                  |                                  |
| Giovanni Ladislao | Giovanni Ladislao | Giovanni Ladislao | Giovanni Ladislao | Giovanni Ladislao | Giovanni Ladislao |  |  | Miroslava | Miroslava | Miroslava | Miroslava | Miroslava | Miroslava |        |        | Figlia dal nome ignoto | Figlia dal nome ignoto | Figlia dal nome ignoto | Figlia dal nome ignoto | Figlia dal nome ignoto | Figlia dal nome ignoto |  |  | Figlia dal nome ignoto | Figlia dal nome ignoto | Figlia dal nome ignoto | Figlia dal nome ignoto | Figlia dal nome ignoto | Figlia dal nome ignoto |                    |                    | Irene di Larissa | Irene di Larissa | Irene di Larissa | Irene di Larissa | Irene di Larissa | Irene di Larissa |                     |                     |                     |                     |                     |                     | Gavril Radomir | Gavril Radomir | Gavril Radomir | Gavril Radomir | Gavril Radomir | Gavril Radomir |                |                |                |                |                |                | una figlia di re Géza d'Ungheria | una figlia di re Géza d'Ungheria | una figlia di re Géza d'Ungheria | una figlia di re Géza d'Ungheria | una figlia di re Géza d'Ungheria | una figlia di re Géza d'Ungheria |
| Giovanni Ladislao | Giovanni Ladislao | Giovanni Ladislao | Giovanni Ladislao | Giovanni Ladislao | Giovanni Ladislao |  |  | Miroslava | Miroslava | Miroslava | Miroslava | Miroslava | Miroslava |        |        | Figlia dal nome ignoto | Figlia dal nome ignoto | Figlia dal nome ignoto | Figlia dal nome ignoto | Figlia dal nome ignoto | Figlia dal nome ignoto |  |  | Figlia dal nome ignoto | Figlia dal nome ignoto | Figlia dal nome ignoto | Figlia dal nome ignoto | Figlia dal nome ignoto | Figlia dal nome ignoto |                    |                    | Irene di Larissa | Irene di Larissa | Irene di Larissa | Irene di Larissa | Irene di Larissa | Irene di Larissa |                     |                     |                     |                     |                     |                     | Gavril Radomir | Gavril Radomir | Gavril Radomir | Gavril Radomir | Gavril Radomir | Gavril Radomir |                |                |                |                |                |                | una figlia di re Géza d'Ungheria | una figlia di re Géza d'Ungheria | una figlia di re Géza d'Ungheria | una figlia di re Géza d'Ungheria | una figlia di re Géza d'Ungheria | una figlia di re Géza d'Ungheria |
|                   |                   |                   |                   |                   |                   |  |  |           |           |           |           |           |           |        |        |                        |                        |                        |                        |                        |                        |  |  |                        |                        |                        |                        |                        |                        |                    |                    |                  |                  |                  |                  |                  |                  |                     |                     |                     |                     |                     |                     |                |                |                |                |                |                |                |                |                |                |                |                |                                  |                                  |                                  |                                  |                                  |                                  |
|                   |                   |                   |                   |                   |                   |  |  |           |           |           |           |           |           |        |        |                        |                        |                        |                        |                        |                        |  |  |                        |                        |                        |                        |                        |                        |                    |                    |                  |                  |                  |                  |                  |                  | Vari figli e figlie | Vari figli e figlie | Vari figli e figlie | Vari figli e figlie | Vari figli e figlie | Vari figli e figlie |                |                |                |                |                |                | Pietro Deljan? | Pietro Deljan? | Pietro Deljan? | Pietro Deljan? | Pietro Deljan? | Pietro Deljan? |                                  |                                  |                                  |                                  |                                  |                                  |

### Fonti primarie
- Giovanni Scilitze, John Skylitzes: A Synopsis of Byzantine History, 811–1057, a cura di John Wortley, Cambridge, Cambridge University Press, 2010, ISBN 978-0-521-76705-7.
- Ferdo Šišić (a cura di), Cronaca del Prete di Doclea, Belgrado-Zagabria, Accademia reale serba, 1928.

### Fonti secondarie
- (EN) Stjepan Antoljak, Samuel and His State, traduzione di Eran Frankel, Zoran Anchevski, Macedonian Review Editions, 1985.
- (BG) Ivan Božilov, Vasil Gjuzelev, История на средновековна България VII–XIV век [Storia della Bulgaria Medievale (secoli VII-XIV)], Sofia, Anubis, 1999, ISBN 954-426-204-0.
- (EN) John Van Antwerp Jr. Fine, The Early Medieval Balkans: A Critical Survey from the Sixth to the Late Twelfth Century, Ann Arbor, University of Michigan Press, 1991, ISBN 0-472-08149-7.
- (EN) Catherine J. Holmes, Basil II and the Government of Empire, VIII, Oxford University Press, 1999.
- (EN) Dennis P. Hupchick, The Bulgarian-Byzantine Wars for Early Medieval Balkan Hegemony, Springer, 2017, ISBN 978-3-319-56206-3.
- Georgij Ostrogorskij, Storia dell'Impero bizantino, traduzione di Piero Leone, Torino, Einaudi, 2014, ISBN 978-88-06-22416-5.
- (BG) Peter Petrov, 135-190, in Образуване и укрепване на западната Българска държава [Formazione e rafforzamento dello stato bulgaro occidentale], LIII/2, Annuario dell'Università di Sofia (FIF), 1959.
- (DE) Werner Seibt, 89, in Untersuchungen zur Vor- und Frühgeschichte der bulgarischen Kometopulen, Handes Amsorya, 1975,  pp. 65-98.
- (EN) Vasilka Tăpkova-Zaimova, Bulgarians by Birth: The Comitopuls, Emperor Samuel and their Successors, BRILL, 2018, ISBN 978-90-04-35299-5.
- (BG) Vasil Zlatarski, История на българската държава през Средните векове [Storia dello stato bulgaro nel Medioevo], II, Sofia, Nauka i izkustvo, 1971  [1927].